# Chrysopilus testaceus
Chrysopilus testaceus är en tvåvingeart som beskrevs av Friedrich Hermann Loew 1858. Chrysopilus testaceus ingår i släktet Chrysopilus och familjen snäppflugor. Inga underarter finns listade i Catalogue of Life.